# لورين (منطقة)
لورين (بالفرنسية: Lorraine)‏ هي إحدى أقاليم فرنسا السابقة (حتى 2015) الستة والعشرين. عاصمتها متز. لورين هي المنطقة الفرنسية الوحيدة التي تشترك بالحدود مع ثلاث دول: بلجيكا، ولوكسمبورغ، وألمانيا، وتقع لورين في موقع استراتيجي هام عند تقاطع طرق أوروبا يفسر تاريخ لورين الطويل والمفعم والمضطرب في الغالب الذي أدى إلى مدينتين كبيرتين بثروة فنية متنوعة: متز التي كانت معقلاً قوطياً رومانياً ذات مرة وننسي التي تصنع مبانيها الأنيقة من القرن الثامن عشر عملاً فنياً من المعمار المدني.

## أهم المدن الرئيسية

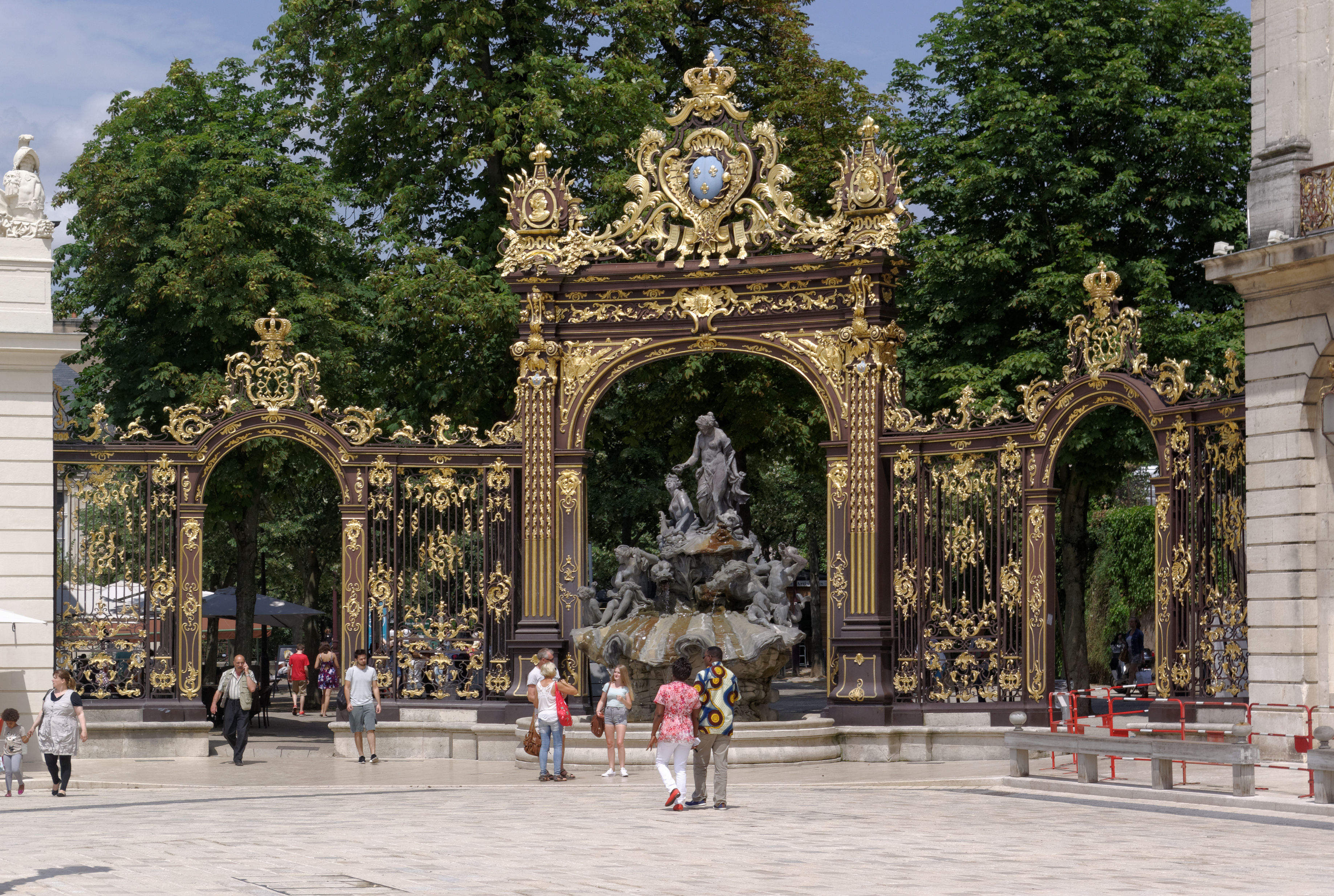
ساحة ستانيسلاس في نانسي, لورين

متز - نانسي - بار لو دوك - إبنال.

## تاريخ
- دوقية لورين

## أعلام
- جان بيجوين
- إيزابيلا دوقة لورين
- فلوران اميليو سيري
- مارغريت الأولى، كونتيسة فلاندرز
- جوزيف كونيو
- توماس إنرايت

## وصلات خارجية
- موقع مقاطعة لورين الفرنسية